# Frands Rifbjerg

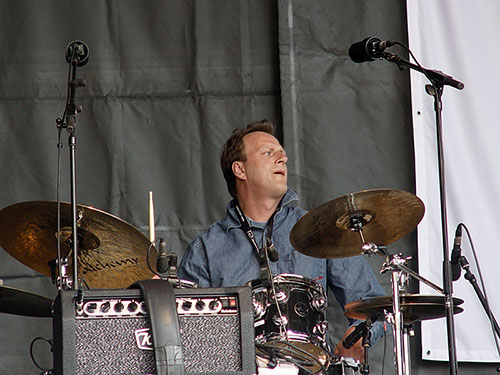
Frands Rifbjerg

Frands Rifbjerg (* 1964) ist ein dänischer Jazzmusiker (Schlagzeug, Komposition).

## Werdegang
Rifbjerg, Sohn des Schriftstellers Klaus Rifbjerg, studierte am Kongelige Danske Musikkonservatorium bei Thad Jones, wo er 1985 mit einem Diplom als Schlagzeuger abschloss. 1998 und 1999 setzte er seine Studien mit einem Aufenthalt beim Drummers Collective und der The New School in New York City fort.
Als Sideman arbeitete Rifbjerg mit Musikern wie Clark Terry, Carla Bley, Steve Swallow, Phil Woods, Carsten Dahl, Jesper Thilo, Doug Raney, Horace Parlan, Tomas Franck, Bent Jædig, Thomas Fryland, Hugo Rasmussen, Henrik Bolberg und Uffe Marcussen.
Seit 1996 nahm er u. a. mit dem Bolberg/Marcussen Kvintet und Per Goldschmidt das Album Loneliness & Other Ballads, mit dem Jesper Thilo Kvartet und dem Bülow/Besiakov Kvartet A Primira Vez, mit der Aske Jacoby Band Transfer Power, mit Søren Kjærgaard die Alben Amfebia und Akustica, mit dem Carsten Dahl Trio die Alben Blue Trane und Will You Make my Soup Hot and Silver und mit dem Benjamin Koppel Quintet die Alben At Large, Double Up, Please und Evergreen Machine auf. Auch ist er auf Tonträgern mit der Sängerin Thulla zu hören; Tom Lord verzeichnet 29 Aufnahmen im Bereich des Jazz zwischen 1996 und 2020. Mit seinem eigenen Quartett begleitet er die Sängerin Marie Fisker.
Rifbjerg wurde 2009 mit dem Bent-Jædig-Preis ausgezeichnet, 2020 mit dem Ben Webster Prize.